# Luján

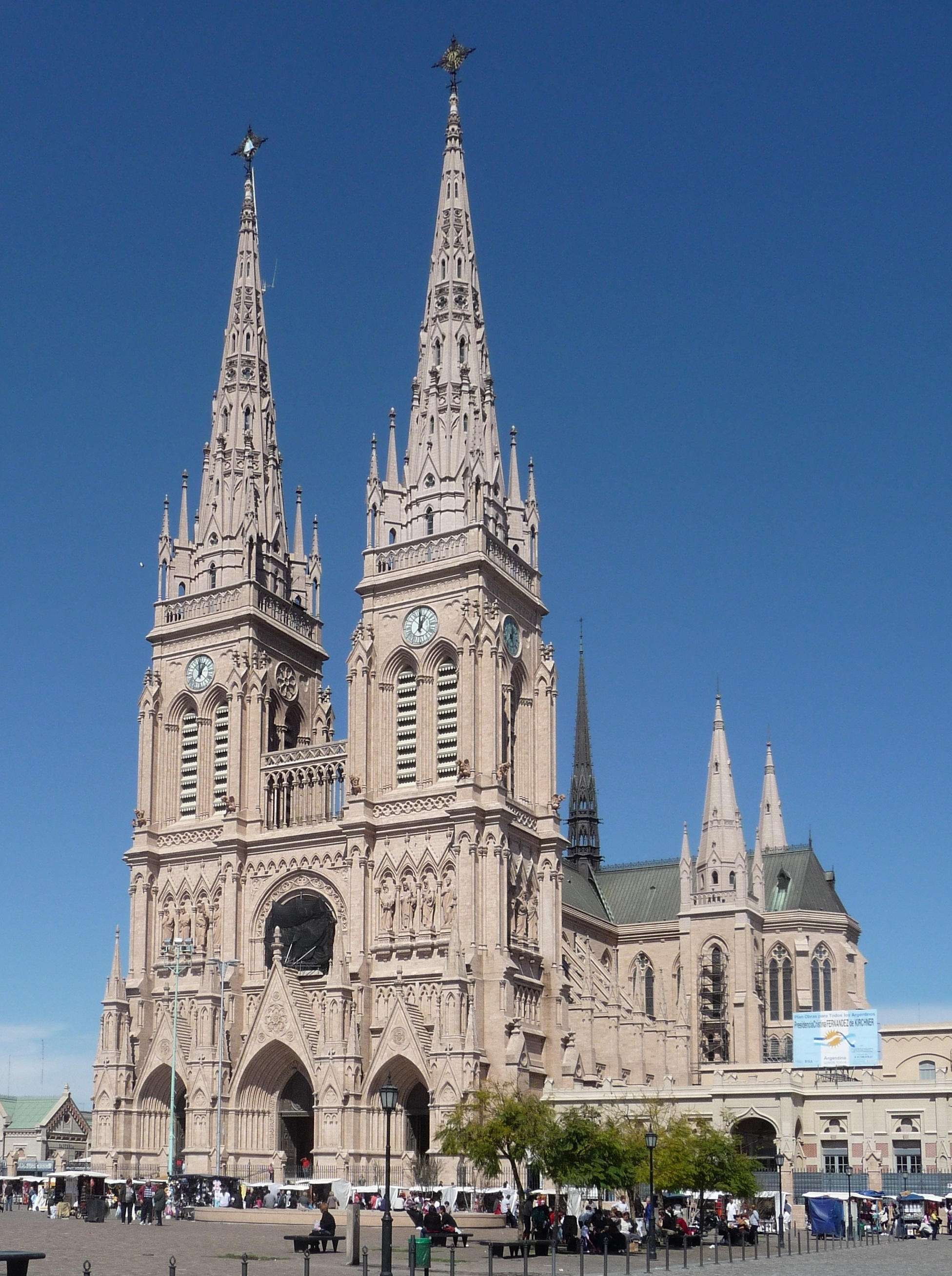
Basílica de Nuestra Senora de Lujan

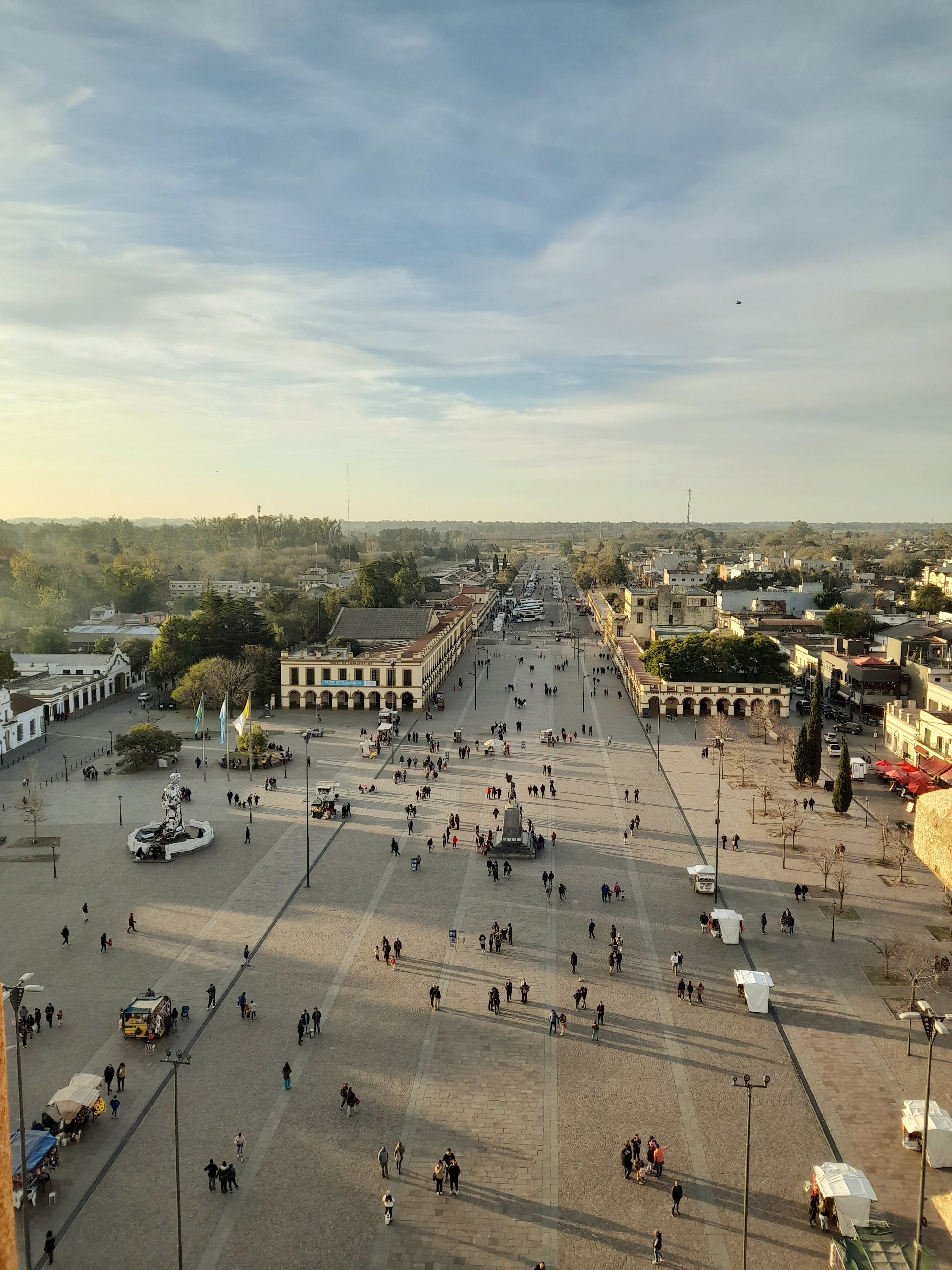
Plaza Belgrano frente a la Basílica de Luján

Luján es una ciudad de la provincia de Buenos Aires, Argentina, situada en el noroeste de la misma, y cabecera del partido homónimo. Se encuentra a 68 kilómetros al oeste de la ciudad de Buenos Aires, siendo una de las ciudades más importantes del interior bonaerense. Su centro urbano se encuentra a orillas del río Luján. 
Su principal fuente turística y de interés se basa en ser un importante centro religioso católico, receptor de peregrinaciones anuales a su santuario, la enorme y neogótica Basílica de Nuestra Señora de Luján (34°33′51″S 59°7′16″O / -34.56417, -59.12111), en donde se encuentra, desde el siglo XVII, una célebre estatuilla de la Virgen María a la que rendir dulía bajo la advocación homónima.
En Luján se pueden visitar: el Complejo Museográfico Provincial "Enrique Udaondo", uno de los museos más importantes de Argentina, y las zonas de recreación turística ribereña y de la Universidad Nacional de Luján. Su zona de influencia es de gran potencial agropecuario y posee industrias alimentarias y manufactureras. Se encuentra conectada a la ciudad de Buenos Aires por el Acceso Oeste, la Ruta Provincial 7 y el ferrocarril Sarmiento.
Contaba con 67 266 habitantes (Indec, 2001), lo que representa un incremento del 15,4 % frente a los 58 299 habitantes (Indec, 1991) del censo anterior.

## Toponimia
El término Luján proviene del apellido del capitán Pedro de Luján, primo y compañero del adelantado Pedro de Mendoza y Luján, que falleció en la orilla del río que lleva su nombre tras participar en la batalla que llamaron del Corpus Christi contra los indígenas de la zona.

## Escudo
Desde 1935 posee su escudo heráldico por iniciativa del entonces diputado y concejal Juan G. Kaiser, y fue aprobado por el Concejo Deliberante en diciembre del año anterior.
El autor dijo al fundamentar su proyecto: “La tradición, la honrosa tradición histórica de nuestro pueblo, un pasado glorioso lleno de hechos y acontecimientos, su Cabildo, único en la provincia; su participación en la Reconquista, sus huéspedes gloriosos, verdaderos héroes y mártires de nuestra Patria: esto en el orden social, político e histórico; su Virgen, la Primera Fundadora de esta Villa, gloriosa en su maravillosa tradición de tres centurias, llena de vida exterior e interior dentro del pueblo todo de la República, venerada por todos los grandes de la Nacionalidad, invocada y jurada por los Padres de la Patria: San Martín y Belgrano; su Santuario Nacional, centro de paz y unidad entre los individuos de esta tierra; su cultura de ayer y de hoy, todas sus glorias, todo su pasado, justifican ampliamente la iniciativa que viene a dotar a Luján de su escudo”.

### Significado
- Elipse del escudo, simboliza la unidad material y política con la Nación y la Provincia.
- Filiera roja, representa la sangre del Capitán Luján y los esfuerzos y victorias de los conquistadores del lugar que, por mucho tiempo, fue el primer puesto de avanzada hacia el interior.
- Jefe en Plata, representado por el color Blanco, indica la dependencia y acatamiento a la Reina de los Cielos en su deseo de permanecer en el lugar.
- Faja azul ondulada, reproduce el río Luján en su hermosura.
- Cuartel inferior en Oro, que figura en amarillo, simboliza la riqueza de la Región Pampeana a cuyo borde se asoma la ciudad.
- Cabildo Rosado, se ideó por ser característico de la edificación colonial.
- Torre, simboliza el poder del Cabildo, único en la campaña, y el almenado es por las luchas que sostuvo. Su puerta y ventanas cerradas indican que terminó su misión en la historia en azul por la justicia impartida
- Muros laterales con tejas rojas representan la tradición colonial y argentina de los héroes y mártires que allí actuaron.
- Cinta en Plata, habla elocuentemente: 1630 LUJÁN 1756, el año del Milagro y el de la Fundación del Cabildo y entre las dos fechas, el Nombre LUJÁN da la idea del origen milagroso y humano de la ciudad en azul, símbolo de la verdad que afirma.

## Barrios
Luján contiene 43 barrios en su totalidad
Centro, La Estación, Villa del Parque, Los Paraísos, 12 de abril, Valle Verde, Altos de Valle Verde, Los Laureles, Elli, A. Estación Basílica, Padre Varela, San Cayetano, Sarmiento, El Trébol, Universidad, Parque Lasa, Americano, Los Gallitos, Luna, Constantini, El Ceibo, Santa Elena, San Juan de Dios, Champagnat, San Antonio (Hostería), San Emilio, Zapiola, Lanusse, El Mirador, Parque Esperanza, San Bernardo, El Milagro, Juan XXIII, La Loma, Santa Marta, San Jorge, San Fermín, San Pedro, San Francisco, San Eduardo, La Casuarinas, Ameghino, Los Talas, San Martín, Cuartel Quinto, La Palomita y Mitre.

## Historia
Luján posee una rica y variada historia, tomando importancia incluso en acontecimientos nacionales, como las invasiones inglesas.
- 1536: el mismo año de la fundación de Buenos Aires, el capitán Pedro de Luján muere en una batalla por los originarios a orillas del río que tomaría su nombre.
- 1536: en el mes de junio se libra el combate de Corpus Christi entre los conquistadores e indios querandíes. Participa del mismo el Capitán Pedro de Luján, que malherido muere a orillas del río, que hoy lleva su nombre.
- 1580: Juan de Garay refunda la ciudad de Buenos Aires, y al repartir entre sus colaboradores las suertes de estancias, toca como base el río Luján.
- 1605: primera estancia sobre las tierras sobre las que actualmente se levanta la ciudad de Luján.
- 1630: una carreta que transportaba dos estatuillas de la Virgen María, una representando la Inmaculada Concepción y otra la Maternidad de María, ante el asombro de todos, queda detenida en la actual localidad de Zelaya perteneciente al Partido del Pilar, por la presencia de la efigie de la Inmaculada Concepción, lo que se interpreta como la decisión divina de que se quede ahí. Tras 41 años en ese paraje, es trasladada a una estancia sobre la cual se levanta la ciudad de Luján.
- 1663: el gobernador de Buenos Aires, José Martínez de Salazar, establece el camino real y preciso u obligatorio entre el Tucumán y Cuyo.
- 1668: al descubrirse los grandes salares en el sur de la Provincia de Buenos Aires, Luján fue el centro de partida de las grandes caravanas hacia ese sector de la actual Bahía Blanca.
- 1671: Ana de Mattos: desde el año 1630 la imagen de la Virgen se encontraba en la estancia de don Rosendo Oramas. En ese año dicha señora traslada la imagen a su domicilio y posteriormente le levanta una capilla.
- 1682: Ana de Matos dona a la Virgen de Luján una superficie circular en torno a su templo, y una parte de su estancia de la otra banda del río.
- 1685: se inaugura el templo cuya construcción inició Ana de Mattos hacia 1677.
- 1724: se instala en Luján la primera escuela primaria, no oficial.
- 1730: fundación del curato de Luján.
- 1731: el obispo de Buenos Aires, fray Juan de Arregui, inicia la construcción de un ambicioso templo parroquial, pero la obra quedará inconclusa.
- 1738: comienza a formarse una aldea en torno al templo parroquial a causa de las invasiones indígenas y el gobernador de Buenos Aires, Miguel de Salcedo, intenta establecer su traza.
- 1740: se inaugura un templo parroquial provisorio.
- 1749: nace en la Villa de Luján Julián de Leyva.
- 1754: se inicia la construcción de un templo parroquial que subsistirá hasta 1904, en que lo reemplaza la actual basílica.
- 1755: El Alcalde ordinario del Cabildo de Buenos Aires Don Juan de Lezica y Torrezuri, en nombre los vecinos de la aldea formada hacia 1738 en torno al templo parroquial, pide al gobernador de Buenos Aires, José de Andonaegui, y al rey de España, Fernando VI, el título de villa del Virreinato del Perú para esa población y la consiguiente instalación de un cabildo. El 17 de octubre de 1755 Andonaegui concede lo pedido, denominando a localidad Villa de Nuestra Señora de Luján por el papel de dicha imagen mariana en la formación de la aldea favorecida.
- 1758: Cabildo de Luján: por Real Cédula de Fernando VI, se crea oficialmente el Cabildo.
- 1759: el rey de España, Fernando VI, confirma lo actuado por Andonaegui respecto de la aldea lujanense.
- 1760: Carlos III: el Cabildo de Luján con solemnes actos celebra la jura del nuevo rey de España.
- 1763: la Virgen de Luján es nombrada Patrona de la localidad por el Cabildo de la Villa de Luján.
- 1763: se inaugura el templo empezado en 1754.
- 1767: primera estafeta: dada la importancia que iba adquiriendo Luján, el gobierno de la provincia dispone la creación de dicho servicio.
- 1770: Estanco: en la actual esquina de Lavalle y Lezica y Torrezuri, en la casa del virrey, se instaló una oficina para el control y pago de los impuestos de tabaco y bebida que llevaba ese nombre.
- 1772: Maestro de Postas: se crea ese cargo por la importancia que iba adquiriendo Luján en el tráfico hacia y desde el interior.
- 1773: primera escuela oficial: se inaugura la hoy Escuela n.º 1 "José Manuel Estrada", siendo el primer establecimiento de enseñanza en Luján.
- 1773: Cuerpo de Blandengues: por ser Luján límite de fronteras, se dispone crear un cuerpo de policía montada, para atender las necesidades de la población y evitar el avance de los naturales.
- 1773: supresión del Cabildo de Luján: por problemas jurisdiccionales con el Cabildo de Buenos Aires, es suprimido el Cabildo alcanzando tal supresión el término de tres años.
- 1787: el padre dominico Manuel Torres halla el esqueleto de un megaterio a orillas del río Luján y a pocos kilómetros de la Villa; la osamenta actualmente se exhibe en el Museo de Historia Natural de Madrid.
- 1789: jura del Rey Carlos IV: el Cabildo de Luján realiza los actos correspondientes a la misma.
- 1806: el virrey Sobremonte deposita en el cabildo local el Tesoro del Virreinato, pero este es secuestrado y llevado a Londres por los invasores ingleses.
- 1810: Julián de Leiva: vecino de Luján, integra el Cabildo a Abierto del 22 de mayo de 1810.
- 1810: primer acatamiento a la Primera Junta: El Cabildo de Luján es el primero de los de la campaña que lo hace.
- 1810: campaña al Paraguay: Belgrano al frente de su ejército en viaje, invoca la protección de la Virgen.
- 1812: Carlos Belgrano, hermano de don Manuel Belgrano, es el designado Comandante de Luján y del Ayuntamiento.
- 1812: fusilamiento de Álzaga: en el sumario que se le instruye al héroe de la Defensa por ser el jefe del motín, se encuentran comprometidos muchos vecinos lujanenses.
- 1812: Regimiento de Granaderos a Caballo: Luján hace llegar a San Martín buen número de caballos para el regimiento por él creado. Pbro. doctor Francisco Argerich: vecino de Luján, es integrante de la Asamblea General Constituyente del año.
- 1813: Batalla de Salta: Belgrano después del triunfo del 20 de febrero hace llegar a su hermano Carlos para que sean depositadas al pie de la Virgen, dos banderas arrebatadas a los realistas.
- 1814: Belgrano en Luján: después de las derrotas de Vilcapugio y Ayohuma, el triunvirato le inicia sumario; debe permanecer en calidad de demorado en esta ciudad por varios días.
- 1818: San Martín en Luján: después del triunfo de Maipú, San Martín en viaje a Buenos Aires descansa por unas horas en Luján.
- 1820: Cabildo de Luján: después del triunfo de los caudillos en la batalla de Cepeda, pide la disolución del Congreso y de todas las autoridades nacionales.
- 1820: Tratado del Pilar: firmado en jurisdicción del Cabildo de Luján entre Sarratea, López y Ramírez.
- 1820: Estanislao Soler: nombrado gobernador de Buenos Aires por el Cabildo de los tres dores del 20 de junio de 1820.
- 1820: Batalla de Cañada de la Cruz: se libra el 28 de junio entre las fuerzas de Buenos Aires al mando de Soler v Jas del interior al mando de Estanislao López, venciendo este.
- 1820: Carlos María de Alvear: el 1 de julio el Cabildo de Luján, enfrentado con el de Buenos Aires, designa por su cuenta gobernador a C.M. de Alvear.
- 1821: supresión del Cabildo de Luján: Rivadavia, ministro del gobierno del Gral. Martín Rodrígucz, dispone la supresión de los cabildos de Buenos Aires y Luján, por considerarlos instituciones arcaicas.
- 1821: se radica en la Villa el doctor Francisco Javier Muñiz, que ejercerá la medicina y efectuará investigaciones médicas, paleontológicas y etnográficas; permanecerá en la localidad hasta 1848.
- 1824: Pío IX: en 1824 visita Luján una comisión de altos dignatarios de la iglesia. Entre ellos se encontraba Juan Mastai Ferretti que en 1846 fue elegido Papa, Pío IX.
- 1826: Regimiento 16 de Caballería: el coronel Olavarría incorpora a muchos vecinos de Luján, que participarán en la batalla de Ituzaingó.
- 1829: Puente de Márquez: Lavalle, gobernador de Buenos Aires, enfrenta a las fuerzas federales, siendo derrotado.
- 1835: José M. Paz: gobernador de Córdoba, vencedor de Quiroga en La Tablada y Oncativo, en 1831, es sorprendido y arrestado por los federales. Trasladado preso a Santa Fe cumple la condena hasta 1835 y desde ese año hasta 1839 su prisión fueron los altos del Cabildo de Luján.
- 1835: Francisco Muñiz: desde hacía unos años cumplía funciones de médico y paleontólogo. Llega a cumplir destacada labor y años más tarde sigue actuando de la misma forma en Buenos Aires.
- 1839: Esteban Echeverría: se radica en la estancia Los Talas donde escribe dos de sus principales obras: "La Insurrección del Sur" y "La Cautiva".
- 1852: Urquiza y el Ejército Grande: antes de enfrentar a Rosas en Caseros, pasa por Luján y se detiene unos días en los campos de Álvarez donde se incorporan vecinos de esta ciudad.
- 1854: nace en la Villa Florentino Ameghino.
- 1856: Municipalidad de Luján: en 1854 se sanciona la Constitución de la Pcia. de Buenos Aires. Pastor Obligado fue su primer gobernador constitucional. Durante su periodo se crea la Municipalidad de Luján.
- 1858: Monumento a Belgrano: Luján levanta el primer monumento al creador de la bandera.
- 1859: Mitre y Urquiza: antes de enfrentarse las fuerzas de Buenos Aires y la Confederación, Mitre pasa por Luján e incorpora a su ejército algunos vecinos. Después del triunfo en Cepeda, Urquiza en viaje a Buenos Aires se detiene con su ejército en Luján.
- 1864: se inaugura el tramo del Ferrocarril del Oeste (actual Ferrocarril Sarmiento) que pasa por Luján, conectando Moreno con la ciudad de Mercedes. La vía seguirá extendiéndose hasta llegar al extremo oeste argentino.
- 1865: Guerra del Paraguay: muchos lujanenses debieron participar en la guerra de la Triple Alianza —Argentina, Uruguay y Brasil— contra Francisco Solano López.
- 1867: Epidemia de Cólera: Luján sufre las graves consecuencias de esta epidemia.
- 1871: Fiebre Amarilla: Luján al no verse afectado por esa epidemia se convirtió en refugio de pobladores de otras zonas.
- 1874: Prisión de Mitre: al triunfar la fórmula Avellaneda-Acosta, Mitre no conforme con el resultado de las elecciones se levanta en armas, siendo derrotado en La Verde y Junín. Se lo traslada en calidad de preso político a Luján, donde permanece en la ex Sala del Cabildo hasta marzo de 1875.
- 1876: Fundación de la Sociedad Italiana de Socorros Mutuos de Lujan a manos de Alejandro Ruggeroni y Pedro Meneghini.
- 1880: Batalla de Olivera: al terminar su mandato Avellaneda, se enfrentan las fuerzas provinciales al mando de Carlos Tejedor con las nacionales. En Olivera se produce un encuentro, donde vence Racedo a fuerzas provinciales al mando de Arias.
- 1881: Luján capital: al federalizar la ciudad de Buenos Aires, la provincia queda sin capital. Se propone a Luján, pero no se acepta y el 19 de noviembre de 1882 Dardo Rocha funda La Plata para la capital de la provincia.
- 1887: Coronación de la Virgen: con la asistencia de altos dignatarios de la Iglesia católica y del Cabildo Eclesiástico Metropolitano, el 8 de mayo es coronada Nuestra Señora de Luján.
- 1888: último cimbronazo a las 3.20 del 5 de junio por el terremoto del Río de la Plata de 1888.
- 1890 a 1935: construcción de la basílica.
- 1899: registro anual de lluvias, superior a 2000 mm produce inundaciones.[2]
- 1910: inauguración de la actual Casa Municipal y de la basílica.
- 1923: inauguración del Museo Colonial e Histórico.
- 1930: la Virgen de Luján es declarada por Pío XI Patrona de la República Argentina.
- 1934: el cardenal Eugenio Pacelli, que en 1939 se convertirá en el papa Pío XII, visita la basílica.
- 1937: Inauguración de las recovas neo coloniales de la Avenida Nuestra Señora de Luján.[3]
- octubre de 1967: 232 mm caídos en tres días, hacen evacuar unas 350 personas, alojadas en varios puntos de la ciudad, como el Club Santa Elena. En esa oportunidad, el río alcanzó 5,80 m.[4]
- 1982: el papa Juan Pablo II visita la basílica.
- 1985: importantes inundaciones[5]
- 1998: se termina la construcción de la Autopista del Oeste, conectando directamente la ciudad con Buenos Aires y reemplazando a la antigua Ruta 7.
- 2003: inicio del plan de restauración integral de la basílica.[6]

## Sitios de interés
Luján constituye un centro religioso y de peregrinaciones al santuario de la basílica de Nuestra Señora de Luján, que se eleva unos 110 metros sobre el piso. La ciudad cuenta con varios museos, bibliotecas, zonas de recreación turística ribereña y centros culturales donde se desarrollan actividades tanto recreativas como religiosas e históricas.

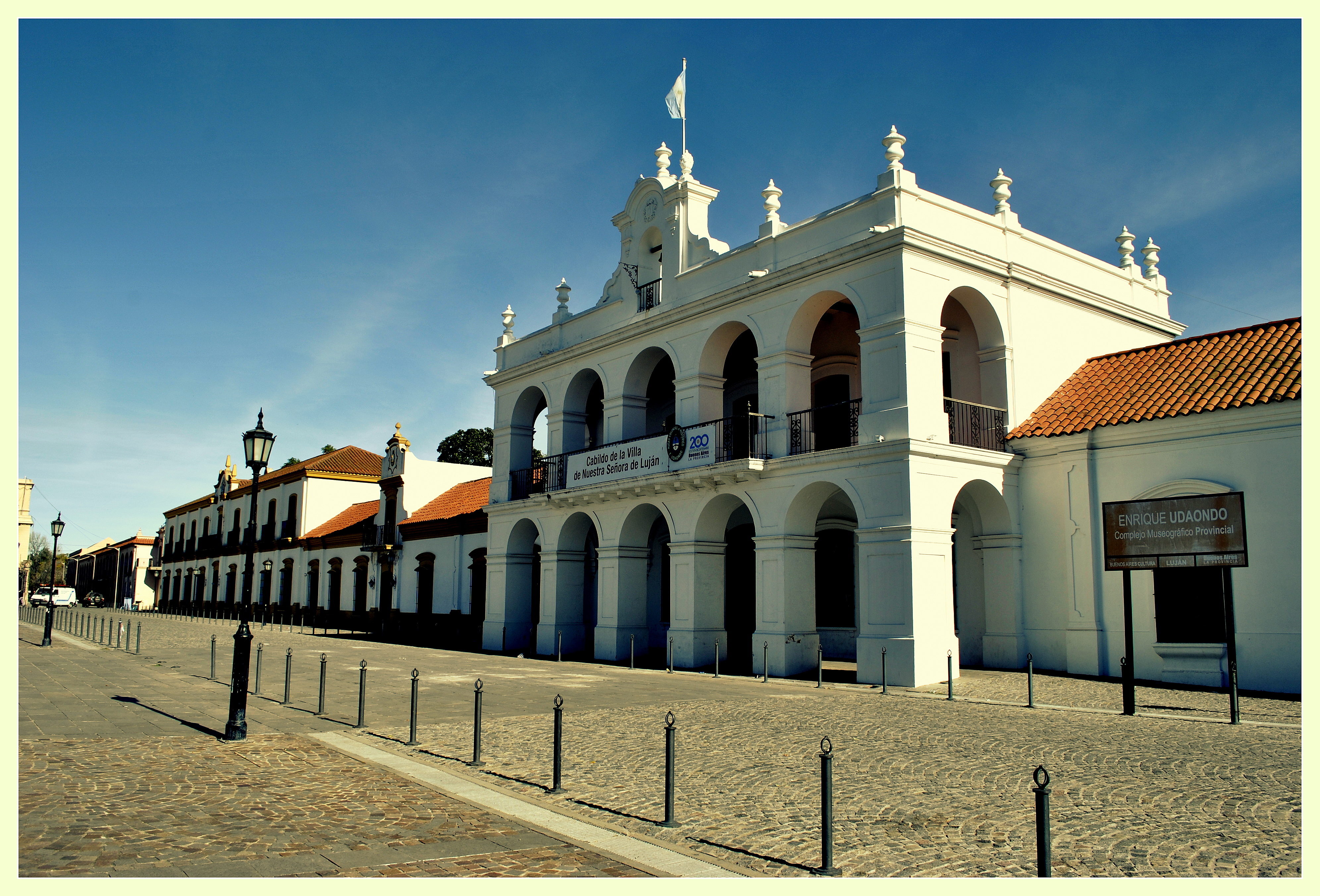
Complejo Museográfico Provincial Enrique Udaondo

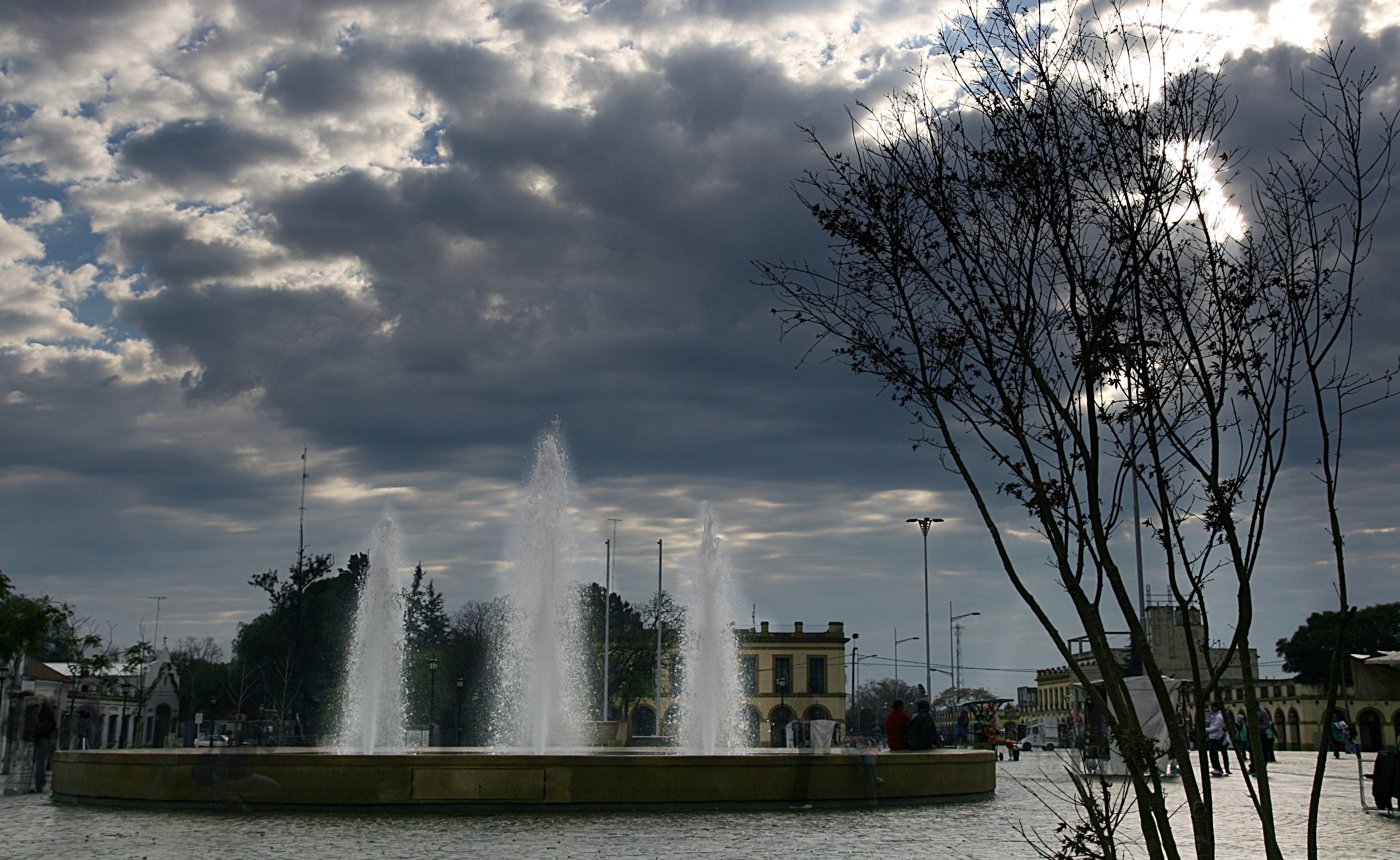
Plaza Belgrano

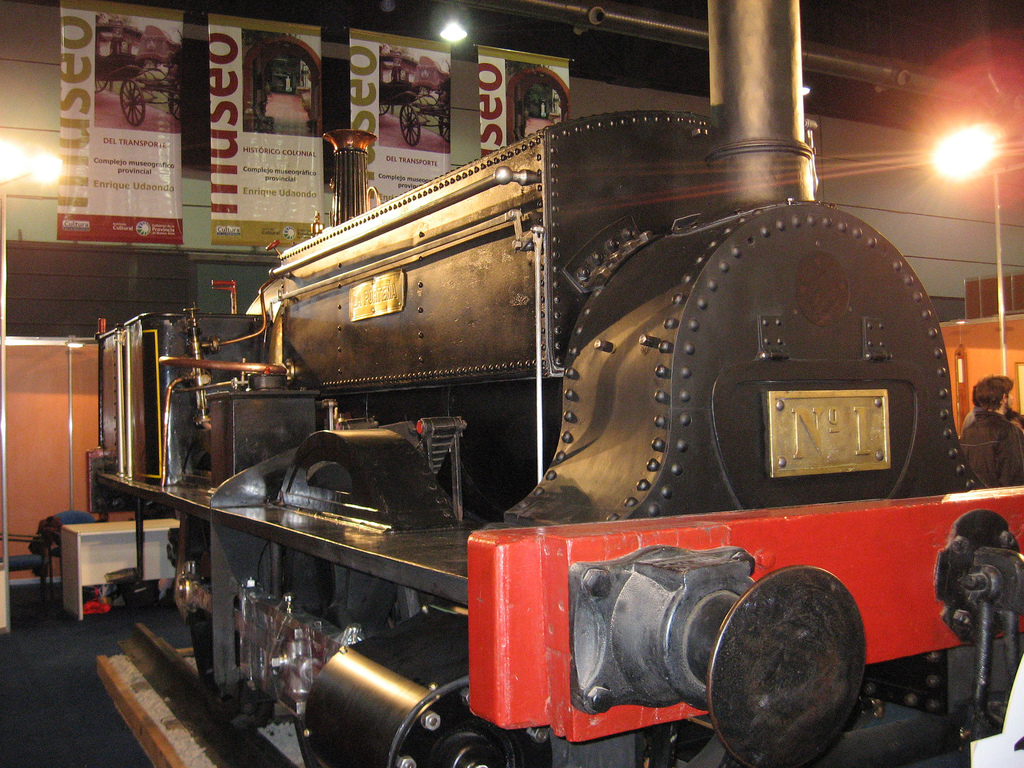
Primera Locomotora Argentina "La Porteña"

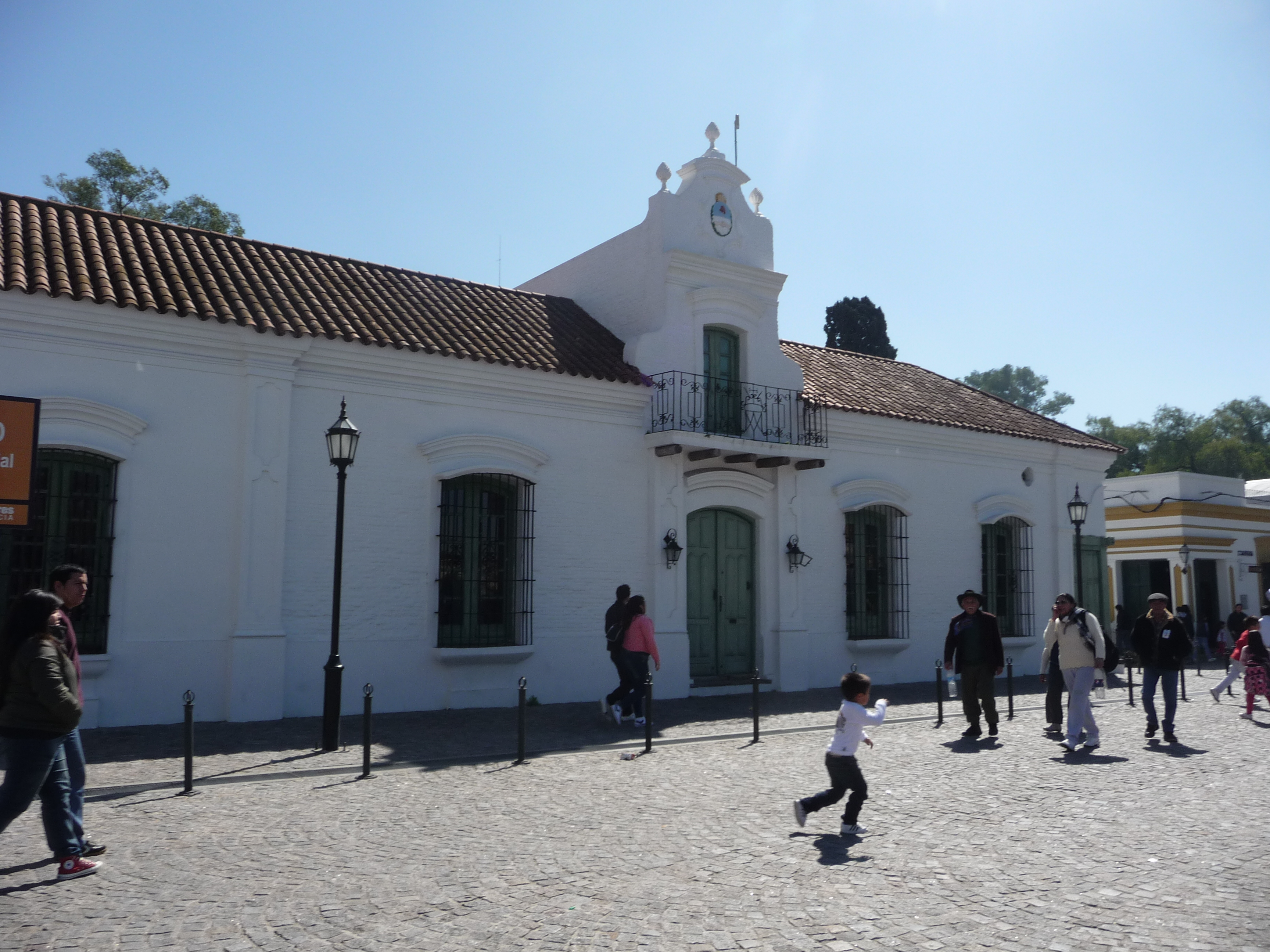
Casa del Virrey Sobremonte en Luján

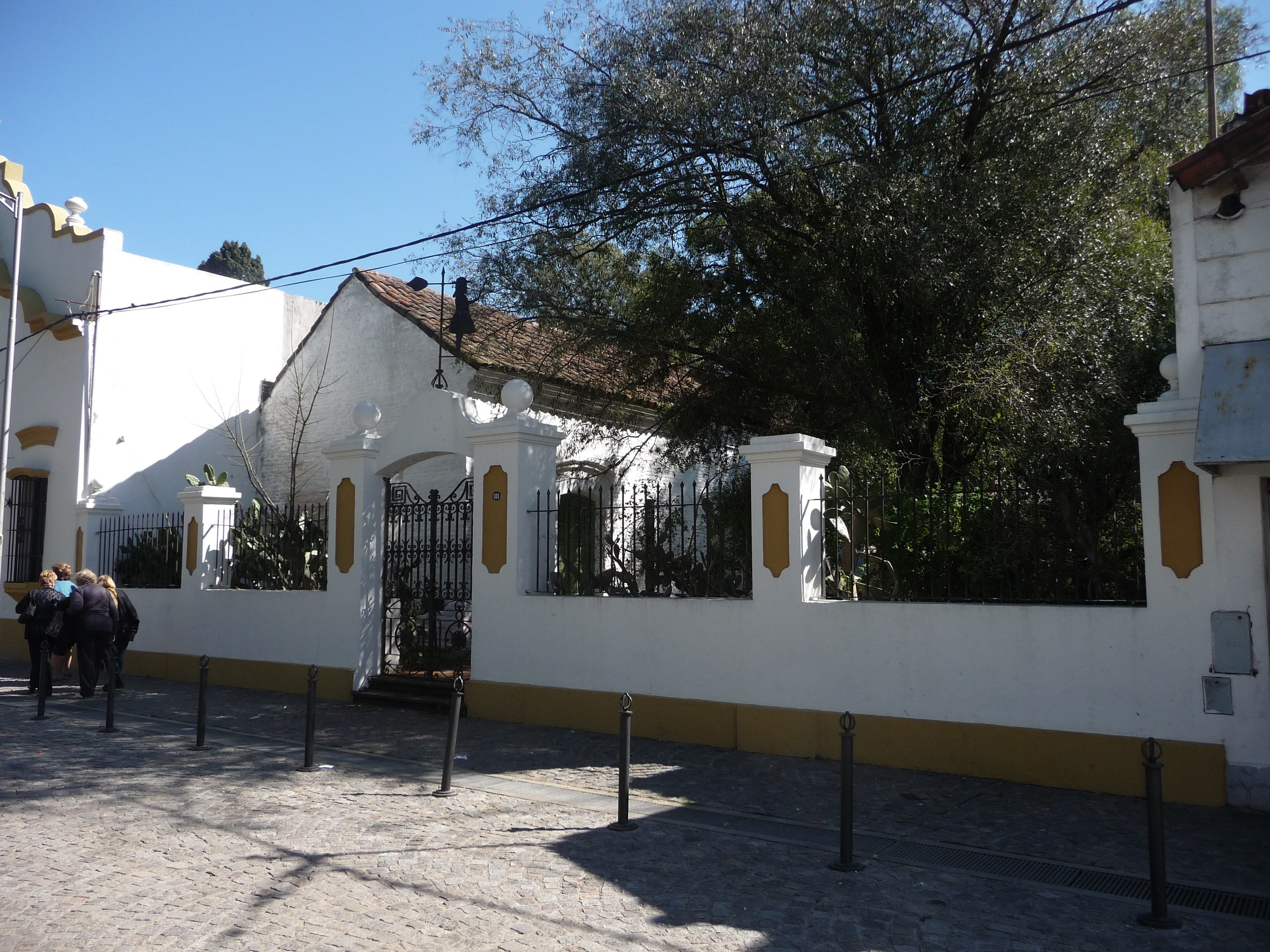
Casa de Pepa Galarza

### Museos
Museo Colonial e Histórico
Pertenece al Complejo Museográfico Provincial «Enrique Udaondo»
Está ubicado en el edificio del Cabildo de Luján, declarado Monumento Histórico Nacional, y el edificio Casa del Virrey. Consta de varias salas donde se exhibe arte religioso, arte hispanoamericano, uniformes y trofeos militares, la moda de 1860, costumbres y tradiciones del gaucho y objetos personales de Juan Manuel de Rosas entre otras cosas.
Museo del Transporte
Fue creado en el año 1940. El edificio consta de dos plantas con espacios verdes y amplios pabellones. En el se pueden apreciar vehículos del siglo XIX y la histórica locomotora La Porteña.
Museo Devocional de la Virgen
Fue inaugurado el 11 de agosto de 1979 y se encuentra a pocos metros de la calle San Martín, en el primer piso del Descanso de los Peregrinos. En él se exhiben más de cinco mil piezas ofrecidas por los creyentes en gratitud a la Virgen.
Museo de Bellas Artes "Felix de Amador"
Lleva su nombre por el escritor, poeta y periodista argentino, nacido en esta ciudad, conocido como Fernán Félix de Amador (Domingo Fernández Beschtedt). Este museo es uno de los más importantes en la provincia, por su importancia artística, cultural, turística, y por todos los reconocidos artistas que han expuesto allí.
Museo Municipal de Ciencias Naturales "Florentino Ameghino"
La casa es un ejemplo típico y sencillo de la arquitectura doméstica bonaerense de la segunda mitad del siglo XIX,  donde residió durante su infancia el arqueólogo Florentino Ameghino.

### Parques y plazas
Parque municipal Lujan
El río Luján ofrece un lugar para descansar, con verde y lugares recreativos a sus alrededores. También existen estancias para alquilar y pasar así días de campo.
Plaza Colón
Según comentarios de diarios (El Mundo y La Nación) y viajeros llegó a ser de las mejores plazas del continente. Uno de esos testimonios la describió de tal forma: “Caminar por sus senderos es hacerlo por el interior de un cuadro”
Plaza Belgrano
Rodeada por edificios históricos de la época colonial y la imponente Basílica de Luján, se encuentra coronada por el monumento a Belgrano que le da su nombre, el Cabildo Colonial, el Complejo Museográfico Enrique Udaondo y el Museo de Bella Artes.
Parque San Martín
Los fines de semana funciona una feria de artesanos.
Reserva Forestal Quinta de Cigordia
La Reserva Urbana Quinta Cigordia se fundó en el año 1973 y fue declarada "Reserva forestal y paisajística" en 1993. Tiene una superficie de 15 hectáreas y más de 500 metros de costa sobre el río Luján. Fue pensada para promover la educación ambiental. Desde marzo de 2021 funciona una Eco Feria.

### Edificios y arquitectura
Basílica de Nuestra Señora de Luján
Imponente monumento de fe, característico del siglo XIII y uno de los más importantes casos del estilo neogótico de Argentina, su origen se remonta al año 1685 cuando en el lugar se levanta una pequeña capilla y fue declarada Monumento histórico nacional en 1998. La basílica cuenta con 15 campanas. Posee dos torres de 106 m de altura, con una gran cruz en cada una.
Recova de Luján
Ubicada entre la Plaza Belgrano y la Terminal de Ómnibus, fueron inauguradas en 1937.
Edificio Cúpula
Construido por los arquitectos Escasany y Noel en la década del 30, se ubica en la margen del Río Luján y tiene una cúpula abovedada que lo caracteriza. Allí funciona la Dirección de Cultura y Turismo de Luján.
Casa del Virrey Sobremonte
Conocida también como la Casa de la Esquina, fue construida por orden del cabildante Manuel de Pinazo en 1772. En 1806 fue utilizada por el virrey Sobremonte  para descansar, en su retirada hacia Córdoba, dejando allí los tesoros de Buenos Aires.
La Casa de Pepa Galarza
Fue declarada "Monumento Histórico Nacional" en el año 2007, es conocida por ser la casa más antigua de Luján y el único exponente de arquitectura civil colonial urbana existente sin alteraciones en la Provincia de Buenos Aires. Ubicada dentro del Complejo Museográfico Enrique Udaondo, está compuesta por de una sala y un aposento.
Municipalidad de Luján
El pintoresco edificio se encuentra ubicado frente a la Plaza Colón. La inauguración tuvo lugar el 24 de mayo de 1910. En 1929 se modificó la fachada del edificio, despojándolo de los adornos típicos de su estilo original porque se pensaba imponerle un estilo neocolonial, el mismo que se le daría al Museo Colonial e Histórico.

### Centros comerciales
- Lujan Walk

## Personalidades y personajes
- Julián de Leyva: abogado y bibliófilo
- Francisco Javier Muñiz: médico, paleontólgo, geólogo, etnógrafo y lingüista
- Carlos Ameghino: paleontólogo y explorador
- Florentino Ameghino: sabio paleontólogo, climatólogo
- Jorge María Salvaire: sacerdote vicentino e historiador
- Juan Gaudencio Kaiser: político y periodista
- Federico Fernández de Monjardín: político, historiador y periodista
- Ruth Fernández de Monjardín: política
- Dardo Sebastián Dorronzoro: escritor, poeta y herrero. Autor de numerosas obras literarias, recibió el Premio Emecé (1964) por su novela "La nave encabritada".
- Miguel Ángel Repetto: historietista
- Diego Mesaglio actor argentino
- Emilio Fermín Mignone: escritor, educador y abogado
- Luciano Pereyra: cantante argentino
- Lucas Castromán: futbolista
- Nathy Peluso: cantante argentina
- Felisa Miceli: economista, política y ministra de economía (2005-2006)
- Enrique Cadícamo: poeta, compositor y escritor
- Claudio España: crítico de cine, docente y periodista
- Carola Reyna: actriz argentina
- Susana Gioacchini: docente e historiadora[20]

## Ciudades hermanas
- Chartres, Francia
- Treinta y Tres, Uruguay

## Geografía

### Clima
Luján posee un clima subtropical húmedo (Köppen Cfa) típico del norte de la provincia de Buenos Aires. La ciudad recibe anualmente unos 1042 mm de precipitación. Los veranos son calurosos y húmedos, con temperaturas máximas de entre 25 °C y 35 °C. Los inviernos son frescos y no tan lluviosos como los veranos, con temperaturas medias alrededor de los 10 °C, y las mínimas promediando 5 °C.

## Inundaciones
A fines del siglo XIX, importantes desbordes del río, producen anegamientos, en un poblado de pocos habitantes. A inicios del siglo XXI y más precisamente en los otoños de los años 2012 y 2014, Luján ha sufrido importantes inundaciones debido a, copiosas lluvias debidas al parecer al Ciclo Húmedo (1870-1920, 1970-2020) crecidas o aumentos de nivel del río Luján curso de agua que alcanzó en la ciudad un nivel de casi 4,5 m en la primera semana de febrero de 2014, entre los factores antrópicos o debidos a algunos humanos (muchos de ellos empresarios sojeros absentistas) se encuentran dos principales: al realizarse cultivos de soja en la cuenca alta del citado río Luján, se realizaron canales no declarados para desecar los terrenos por los cuales las aguas escurren más velozmente y casi al mismo tiempo los humedales de la cuenca baja del río Luján en su confluencia con el río Paraná han sido rellenados o endicados para construir lujosos barrios privados, de tal modo que mientras en la cuenca alta las aguas escurren muy velozmente en la cuenca baja se taponan o "endican" provocando las extraordinarias inundaciones.

## Economía

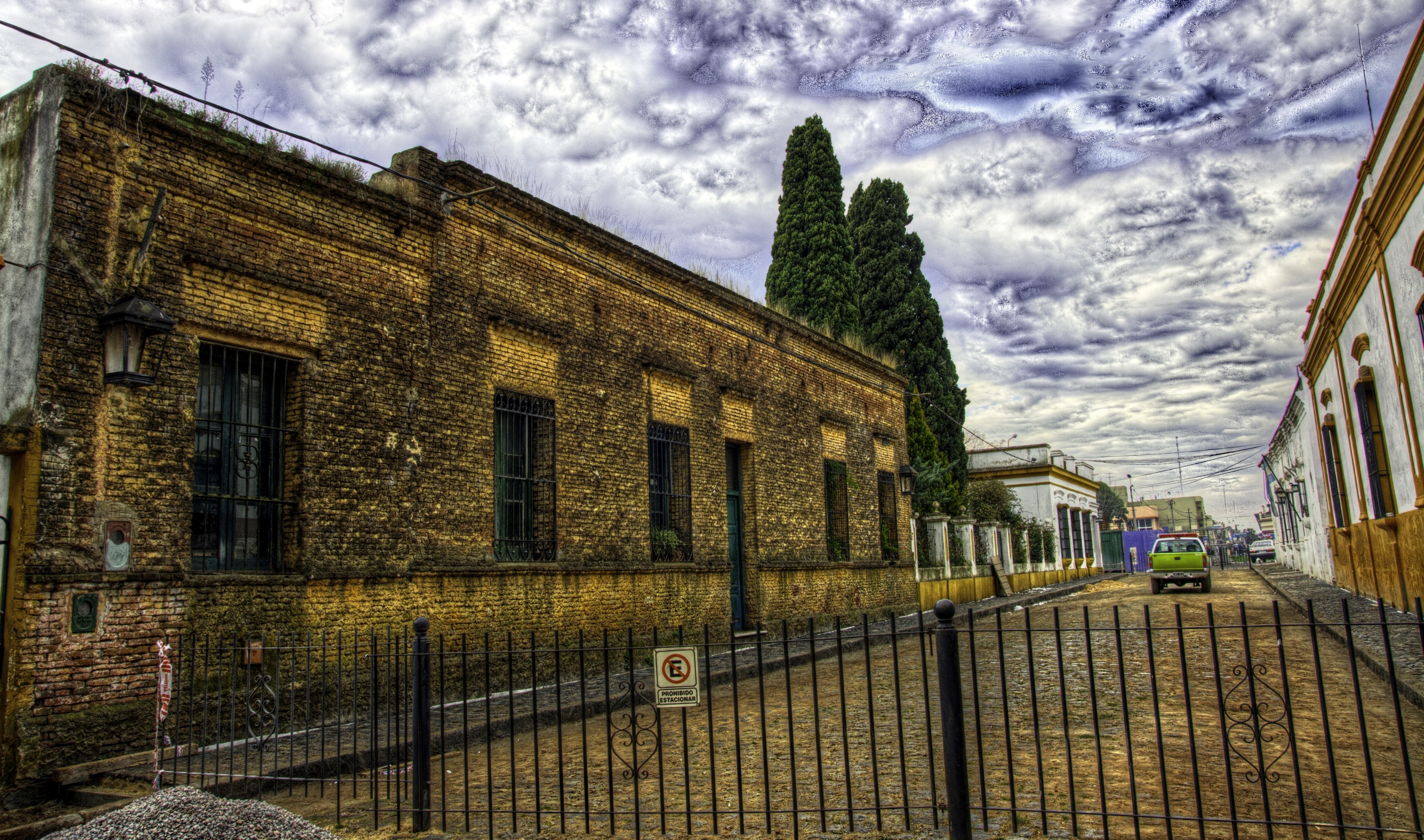
Zona Histórica.

Su zona de influencia es de gran potencial agropecuario y posee industrias alimenticias y manufactureras.
Históricamente fue una rica zona productora de lino textil.
Luján fue siempre un importante centro ganadero desde sus comienzos, quedando esta actividad como principal base de la economía local. Cuando comenzó a crecer, se convirtió en uno de los centros textiles más importantes de la zona, con industrias muy importantes en esta materia.
Es centro histórico, religioso, rural, y cultural. El turismo en Luján se basa en la religión, la historia y las estancias, como también en espectáculos culturales importantes a nivel país.

## Transporte

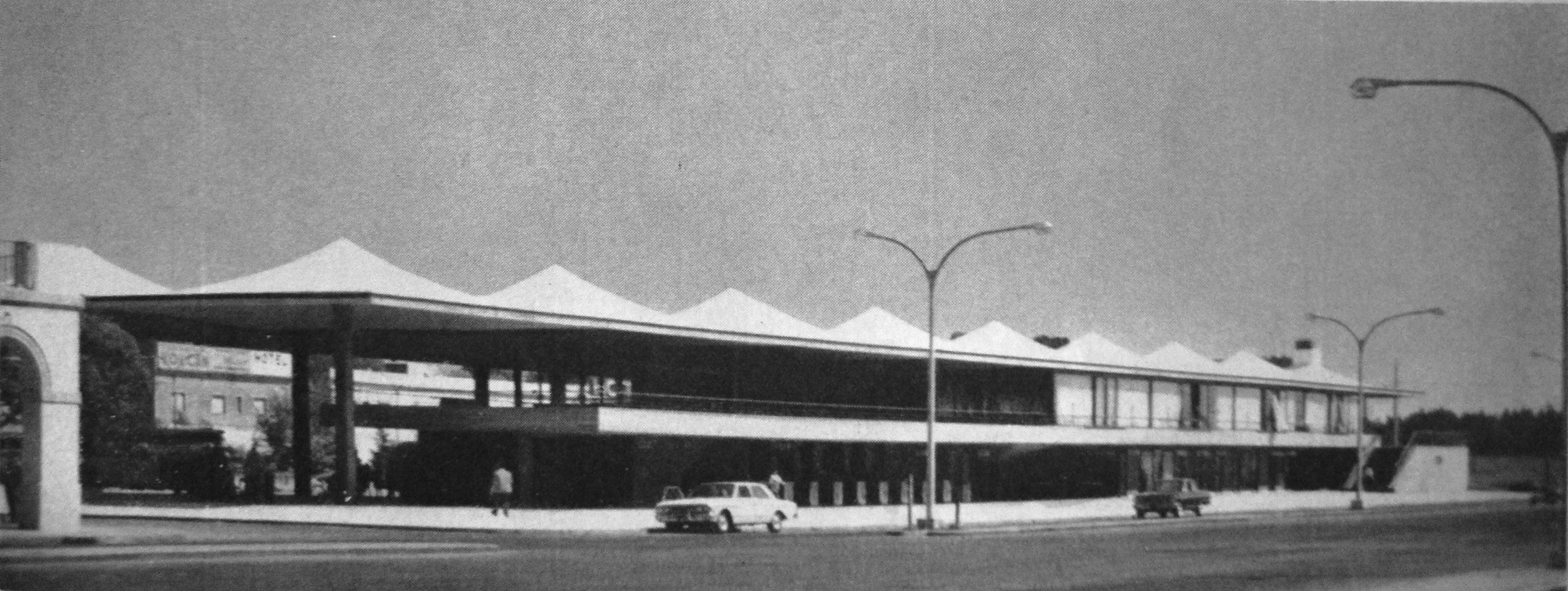
La terminal de ómnibus de Luján funciona desde 1966.

La ciudad de Luján cuenta con las estaciones de Estación Luján y el Apeadero Universidad de Luján del Ferrocarril Sarmiento, a la cual llegan varias veces al día trenes diésel que conectan las ciudades de Moreno y Mercedes.
Por otro lado, cuenta con una terminal de ómnibus de media y larga distancia, inaugurada en 1966, preparada principalmente para recibir a peregrinos y visitantes desde Buenos Aires, así como el aeródromo de Luján.
A pesar de estar a escasos 68km de Capital Federal, la ciudad cuenta con una sola línea de colectivos, la 57, que transporta pasajeros a su conveniencia.

### Accesos
- RN 5, desde La Pampa
- Acceso Oeste (RN 7), desde el AMBA
- RN 7, desde Mendoza, San Luis
- RP 47, desde Navarro
- RP 6, desde La Plata, y/o Campana
- RP 34, desde Pilar

## Cultos
Sedes de la Iglesia católica
Peregrinación a Luján
Todos los años durante el mes de octubre, se realiza la peregrinación de a pie a Luján, que parte de la Iglesia de San Cayetano en el Barrio de Liniers hasta la Basílica de Luján, aproximadamente 60 km
| Arquidiócesis | Mercedes-Luján |
| ------------- | --- |
| Parroquias    | Basílica Santuario Nuestra Señora de Luján, Sagrada Familia, Sagrado Corazón de Jesús, San Cayetano, San Demetrio y San Bernardo, Santa Elena |

Además, dentro del distrito hay una fuerte presencia de iglesias cristianas evangélicas de tradición protestante. 